# Abdul Sattar Edhi
 (juillet 2016).
Si vous disposez d'ouvrages ou d'articles de référence ou si vous connaissez des sites web de qualité traitant du thème abordé ici, merci de compléter l'article en donnant les références utiles à sa vérifiabilité et en les liant à la section « Notes et références ».
Abdul Sattar Edhi (ourdou : عبد الستار ایدھی, gujarati : અબ્દુલ સત્તાર ઇદી), né le 1er janvier 1928 à Bantwa et mort le 8 juillet 2016 à Karachi, est un philanthrope pakistanais.
Il est le fondateur de la Fondation Edhi, une organisation à but non lucratif, créée en 1957, qui gère plus de 300 centres à travers le Pakistan.
Avec son épouse Bilquis Edhi, il a reçu le prix Ramon-Magsaysay 1986 (Service public) et est décoré du Nishan-e-Imtiaz. Il est également le lauréat du prix Lénine pour la paix, du prix Balzan, du prix Gandhi pour la paix et a été nommé, en 2012, par le Premier ministre pakistanais, pour le prix Nobel de la paix. En 2006, il est diplômé du doctorat honoraire de l'Institut d'administration des affaires de Karachi.

## Biographie
Abdul Sattar Edhi est né le 1er janvier 1928 dans le petit village de Bantva, près de Joona Garh, dans le Gujrat, dans l'ancienne Inde britannique. Son père, Abdul Shakkor, était un agent commercial de Junagarh, au nord-ouest de l'Inde. En 1947, sa famille émigre au Pakistan, comme beaucoup de familles issues de la communauté Memon, après l'indépendance du Pakistan cette même année. Edhi quitte l'école à 16 ans et commence alors à travailler comme colporteur puis devient par la suite commerçant en tissus dans un marché de gros à Karachi. Peu après, il quitte ce travail pour se consacrer aux personnes dans le besoin.
En 1965, il se marie à Bilquis, une infirmière qui a travaillé au dispensaire créé par Edhi. Bilquis dirigera par la suite la maternité située à Karachi. C'est également elle qui organise l'adoption de bébés abandonnés accueillis dans cette même maternité. Bilquis et Edhi ont quatre enfants, deux filles et deux fils.
De confession musulmane, Edhi parle de la dignité de l'être humain et de l'humanitarisme qu'il tire du Coran. Il affirme qu'« aucune religion n'est supérieure à l'humanité » et déplore que de nombreuses personnes « oublient la compassion prônée par le Coran ». Doté d'un esprit ouvert et progressiste sur des questions sociales sensibles, il soutient le travail des femmes. Sur les 2 000 personnes travaillant pour la fondation Edhi, environ 500 sont des femmes.
Sa fondation accueille n'importe qui, sans distinction de race, de religion ou de culture. L'acteur oscarisé Sean Penn, à la suite d'une visite au centre Edhi à Karachi s'est montré particulièrement impressionné par le travail du pakistanais durant toutes ces années. Edhi doit sa fondation à un travail sans répit, sa femme disant de lui qu'« il n'a jamais pris de vacances ». Son objectif est clair : « Moi, je veux monter un système social si performant qu'il puisse sauver le pays. Je veux faire du Pakistan un modèle de révolution sociale ».
Edhi adhère au style de vie le plus simple et modeste qui soit et ce malgré les sommes d'argent importantes qui transitent entre ses mains. Il vit, avec sa famille, dans un appartement de deux pièces à deux pas du siège social de sa fondation, située à Karachi. Ni Edhi ni sa femme ne perçoit de salaire. Ils vivent sur les titres d'État que Edhi a acheté il y a de nombreuses années. Il ne possède que 3 habits traditionnels pakistanais, salwar-kameez.
Malgré une renommée nationale forte, Edhi se veut très proche des personnes qu'il aide. Il ignore l'intimité et son bureau est ouvert à tous tout au long de la journée. Malgré cela, il fuit la publicité de peur de devenir orgueilleux.
Le 25 juin 2013, il est annoncé qu'Edhi devra subir des dialyses jusqu'à la fin de ses jours à cause d'une faiblesse de ses reins. Alors qu'il souffre d'hypertension et d'une infection, il meurt le 8 juillet 2016 à l'âge de 88 ans. Le Premier ministre Nawaz Sharif rend alors hommage à un « serviteur de l'humanité » et déclare un jour de deuil national. Le journal pakistanais The Express Tribune le qualifie de « personne la plus attachante du pays ». Des funérailles d’État lui sont consacrées.

## La fondation Edhi

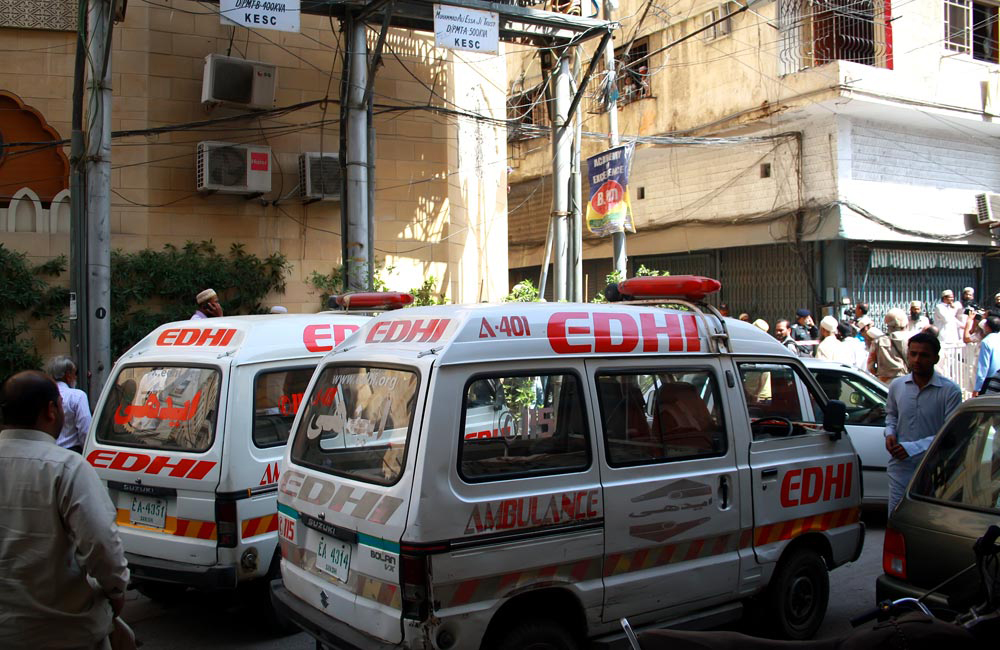
Ambulance de la fondation après une attaque à Karachi, le 20 mars 2015.

### Les prémices
C'est à onze ans, lorsque sa mère devient paralysée, qu'il se met en tête d'aider les personnes fragiles au Pakistan : les orphelins, les vieillards, les handicapés physiques et mentaux, etc. La mère de Edhi est morte après être tombée malade mentalement alors qu'il avait 19 ans. Lui vient alors l'idée de développer un système de services avec pour objectif de « réduire les misères humaines ». Après avoir quitté son métier de commerçant, il va consacrer son quotidien à aider les mendiants et les malades, d'abord dans un petit dispensaire, tenu par des Memons. Cependant, il s'oppose à la finalité de la création du dispensaire qu'il qualifie « d'œuvre de charité des Memons faite pour se donner bonne conscience ». 
Il est alors chassé de la communauté Memon. C'est ainsi que seul, il n'hésite pas à ramasser les cadavres, les laver et les enterrer sous l’œil « médusé » des habitants. Vient alors l'idée au jeune Edhi de monter « un vrai service social organisé et rationnel ». En effet, il remarque que son gouvernement a le plus grand mal à répondre aux besoins du peuple. Il monte son propre système de soutien aux personnes en difficulté avec une somme initiale de seulement 5 000 roupies. Ce système va devenir par la suite le service d'assistance sociale et sanitaire le plus important et le mieux organisé du Pakistan et du Tiers Monde.

### Ses réalisations
Après avoir créé l'Edhi Trust, Edhi lance un appel pour récolter des fonds afin d'agrandir son organisation qui ne dispose alors que de très peu de moyens face à la tâche immense qui l'attend. En effet, en 1951, Edhi conduit sa première ambulance qu'il surnomme « the poor man's van » (« la camionnette du pauvre »). À l'aide de son ambulance de marque japonaise, il sillonne les rues de Karachi et transporte les malades gratuitement, se chargeant lui-même des funérailles des « sans famille ». S'il rencontre un démuni ou une personne blessée, il n'hésite pas à le transporter pour le ramener dans un des centres d'accueil de sa fondation. Aujourd'hui les ambulances Edhi sont visibles sur n'importe quelle route du Pakistan et forment le premier système de transports sanitaires du pays, loin devant les ambulances publiques ou privées.